# ربط عصبي للوعي

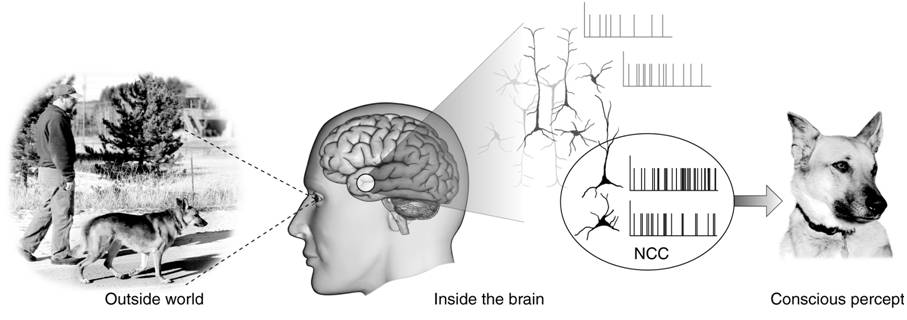
يؤلف الربط العصبي للوعي (NCC) أصغر مجموعة من الأحداث والبنى العصبية كافية لإحداث إدراك حسي واعي أو ذاكرة واضحة. تتضمن هذه الحالة فروق جهد فعال متزامنة في الخلايا العصبية الهرمية الموجودة في القشرة الدماغية.

يشكل الربط العصبي للوعي (إن سي سي) (يرمز له NCC من اختصار neural correlates of consciousness) المجموعة الدنيا من الأحداث والآليات العصبونية اللازمة من أجل إدراك حسي واع معين. يستخدم علماء الأعصاب النهج التجريبي في اكتشاف الترابطات العصبية للظواهر الذاتية؛ أي التغيرات العصبية المرتبطة بالضرورة وبشكل منتظم مع تجربة معينة. يجب أن تكون المجموعة في حدها الأدنى، إذ على افتراض أن الدماغ كاف لإحداث أي تجربة واعية معينة، يكمن السؤال عندئذ في معرفة أي من مكوناته ضرورية لإنتاج هذه التجربة.

## النهج العصبي الحيوي في الوعي
يجب على أي علم من علوم الوعي تفسير العلاقة الدقيقة بين الحالات العقلية الذاتية وحالات الدماغ، وطبيعة العلاقة بين العقل الواعي وتفاعلات الجسم الكهروكيميائية (مسألة العقل - الجسد). حصل التقدم في علم نفس الأعصاب وفلسفة علم الأعصاب من التركيز على الجسد عوضًا عن العقل. في هذا السياق، من الممكن النظر إلى الترابطات العصبونية للوعي على أنها مسببة لذاتها، وقد يُنظر إلى الوعي باعتباره خاصية معتمدة على الحالة لنظام بيولوجي غير محدد ومعقد ومتكيف ومتشابك للغاية.
لا يقدم اكتشاف الترابطات العصبية وتمييزها نظرية وعي بإمكانها تفسير كيفية اختبار أجهزة معينة لأي شيء على الإطلاق، أو كيفية ارتباطها بالوعي والغاية من هذا الارتباط، ما يُعرف باسم معضلة الوعي، إلا أن فهم (إن سي سي) يشكل خطوة باتجاه هذه النظرية. يفترض معظم علماء البيولوجيا العصبية وجود المتغيرات المسؤولة عن إنتاج الوعي على المستوى العصبوني، ومضبوطة عبر الفيزياء الكلاسيكية، إلا أن بعض العلماء اقترحوا نظريات للوعي الكمي معتمدين على ميكانيكا الكم.
يوجد الكثير من الغزارة والتطابق الواضحين في الشبكات العصبية، بالتالي ونظرًا إلى ارتباط النشاط في مجموعة عصبونات بإدراك حسي لحالة ما، تستطيع مجموعة عصبونية أخرى التوسط في إدراك حسي ذي صلة في حال فقدان المجموعة السابقة أو تعطيلها. من الممكن وجود ترابط عصبي في كل حالة ذاتية ظاهرية. عند تحفيز «إن سي سي» اصطناعيًا، يختبر الشخص الخاضع للتجربة الإدراك الحسي المرتبط، بينما يؤثر اضطراب منطقة الترابط أو تعطيلها لإدراك حسي معين في إمكانية إدراكه أو التسبب في اختفائه، ما ينتج علاقة سبب-نتيجة من المنطقة العصبية إلى طبيعة الإدراك الحسي.
ما الذي يميز «إن سي سي»؟ ما هي القواسم المشتركة ما بين «إن سي سي» الخاص بالرؤية ونظيره الخاص بالسمع؟ هل يشمل «إن سي سي» جميع العصبونات الهرمية في القشرة الدماغية في أي نقطة زمنية معينة؟ أو فقط مجموعة فرعية من خلايا الإسقاط  بعيد المدى في الفصين الجبهيين التي تسقط نحو القشرة الحسية في الخلف؟ العصبونات التي تعمل على الإطلاق بطريقة إيقاعية؟ العصبونات التي تعمل على الإطلاق بطريقة متزامنة؟ هذه بعض الاقتراحات المقدمة على مر السنين.
تعتمد قدرة علماء الأعصاب المتزايدة على تداول العصبونات باستخدام وسائل تابعة للبيولوجيا الجزيئية بالتداخل مع الأدوات البصرية (على سبيل المثال، أدامانتيديس وآخرون 2007) على التطوير المتزامن للتجارب السلوكية الملائمة والكائنات الحية النموذجية القابلة للتعديل والتداول والتحليل الجينومي على نطاق واسع. إنه مزيج من هذه التحليلات العصبونية المحكمة في الحيوانات مع تقنيات تصوير دماغية ونفسية عصبية أكثر حساسية من أي وقت مضى لدى البشر، يتممها تطوير إطار العمل التنبئي النظري المتين، الذي نعقد الأمل أن يقودنا إلى فهم عقلاني للوعي، أحد ألغاز الحياة المركزية.